# Towarzystwo Przyjaciół Woli
Towarzystwo Przyjaciół Woli – stowarzyszenie zrzeszające osoby zainteresowane ochroną zabytków i dziedzictwa kulturowego warszawskiej Woli oraz działaniu na rzecz rozwoju społecznego, kulturalnego i ochrony ekologicznej tego regionu Warszawy. 

## Opis
TPW powstało w 1916 roku. Przerwana w 1939 działalność została wznowiona w roku 1966 w ramach Oddziału Wolskiego Towarzystwa Przyjaciół Warszawy. W roku 2003 Oddział Wolski Tow. Przyjaciół Warszawy usamodzielnił się i uzyskał rejestrację sądową jako dawne Towarzystwo Przyjaciół Woli.